# Batalhões da Dignidade
Batalhões da Dignidade (em castelhano:  Batallones de la Dignidad) foram unidades de milícias paramilitares criadas pelo governante de facto do Panamá Manuel Noriega em março de 1988 para aumentar as Forças de Defesa do Panamá visando defender o Panamá contra uma possível invasão pelos Estados Unidos e suprimir a oposição política doméstica ao regime militar panamenho. 
Aproximadamente onze batalhões foram formados com mais sete planejados para áreas rurais. Eram administrados pelas Forças de Defesa do Panamá por meio de um "estado-maior da Brigada da Dignidade" composto por funcionários públicos selecionados. Cada batalhão continha de 25 a 250 voluntários masculinos e femininos. Os batalhões muitas vezes tinham nomes patrióticos, como o "Batalhão Cristóvão Colombo", o "Batalhão São Miguel Arcanjo" e o "Batalhão de Libertação Latina". Cerca de cinco batalhões foram formados na Cidade do Panamá. Também existiam em Rio Hato, Colón e Forte Cimarrón.
Os batalhões foram dissolvidos em 10 de fevereiro de 1990, após a invasão do Panamá pelos Estados Unidos em 1989, que removeu Noriega do poder.